# Рокитнянська волость
Рокитнянська волость — історична адміністративно-територіальна одиниця Васильківського повіту Київської губернії з центром у містечку Рокитна.
Станом на 1886 рік складалася з 8 поселень, 7 сільських громад. Населення — 13485 осіб (6650 чоловічої статі та 6835 — жіночої), 1139 дворових господарства.
|                     | Площа, десятин | У тому числі орної, дес. |
| ------------------- | -------------- | ------------------------ |
| Сільських громад    | 8619           | 5857                     |
| Приватної власності | 7172           | 2090                     |
| Надільної власності | 7490           | 2928                     |
| Іншої власності     | 314            | 242                      |
| Загалом             | 23595          | 11117                    |

Основні поселення волості:
- Рокитна — колишнє власницьке містечко при річці Рокитна, 1691 особа, 158 дворів, православна церква, католицький костел, школа, 5 постоялих дворів, 12 постоялих будинків, трактир, 30 лавок, базари, 2 кузні, 2 водяних млини, 3 крупорушки, пивоварний завод. За 6 верст — винокурний завод. За 5 верст — бурякоцукровий завод із механічною майстернею.
- Житні Гори — колишнє власницьке село при річці Рокитна, 1562 особи, 187 дворів, православна церква, школа, 2 постоялих будинки.
- Бушеве — колишнє власницьке село, 970 осіб, 100 дворів, православна церква, постоялий будинок, лавка.
- Савинці — колишнє власницьке село при річці Рокитна, 751 особа, 90 дворів, каплиця, постоялий будинок.
- Салиха (Салівка) — колишнє власницьке село, 1064 особи, 151 двір, православна церква, постоялий будинок.
- Синява — колишнє власницьке село при річці Рось, 2347 осіб, 352 двори, 2 православні церкви, 2 постоялих будинки, 2 лавки.
- Юзефівка (Ступник) — колишнє власницьке село при впадіння річки Рокитна до річки Рось, 863 особи, 132 двори, 3 постоялих будинки.

Старшинами волості були:
- 1909—1915 роках — Мусій Митрофанович Осадчий[2],[3],[4],[5],[6].